# John T. Hoffman
John Thompson Hoffman, född 10 januari 1828 i Ossining, New York, död 24 mars 1888 i Tyskland, var en amerikansk politiker.
Han utexaminerades 1846 från Union College i Schenectady. Han studerade sedan juridik och inledde 1849 sin karriär som advokat på Manhattan. Han vann som demokraternas kandidat borgmästarvalet i New York 1865. Hoffman var borgmästare i New York City 1866-1868 och guvernör i delstaten New York 1869-1872. Förutom för Hoffman har endast DeWitt Clinton skött båda ämbeten.
Hans grav finns på Dale Cemetery i Ossining.